# Ole dole doff
För ramsan, se Ole dole doff (ramsa).
Ole dole doff är en svensk dramafilm från 1968 i regi av Jan Troell med Per Oscarsson i huvudrollen. Filmen bygger på Clas Engströms roman Ön sjunker. Den är inspelad på Sorgenfriskolan i Malmö, där Troell själv tidigare varit folkskollärare. Filmen tilldelades Guldbjörnen 1968.

## Om filmen
Ole dole doff har visats i SVT, bland annat 2004, i juli 2021 och i oktober 2023.

## Rollista
- Per Oscarsson – Sören Mårtensson
- Ann-Marie Gyllenspetz – Anne-Marie
- Kerstin Tidelius – Gunvor Mårtensson
- Bengt Ekerot – Eriksson
- Harriet Forssell – fru Berg
- Per Sjöstrand – rektor
- Georg Oddner – Georg, fotografen
- Catti Edfeldt – Jane
- Bo Malmquist – Bengt